# ABC News (Australia)
ABC News è un servizio pubblico di notizie attivo in Australia prodotto dalla divisione News and Current Affairs dell'Australian Broadcasting Corporation. La divisione è responsabile della raccolta di notizie e della produzione di contenuti per i servizi televisivi, radiofonici e internet della ABC. Sebbene l'ABC sia di proprietà e finanziata dal governo australiano, l'indipendenza editoriale dell'ABC è assicurata dall'Australian Broadcasting Corporation Act 1983.
Il canale televisivo ABC News è il primo canale di notizie in chiaro attivo 24 ore su 24 in Australia. Tre programmi radiofonici di notizie: AM, The World Today e PM, sono trasmessi da vari canali radiofonici della ABC. La divisione produce anche ABC NewsRadio, l'unico canale radiofonico di notizie continue in Australia 24 ore su 24, oltre a produrre bollettini e programmi radiofonici ogni ora su ABC Local Radio, ABC Radio National, ABC Classic FM e Triple J.